# 本光寺 (東京都港区)
本光寺（ほんこうじ）は、東京都港区元麻布にある、法華宗陣門流の寺院。新潟県三条市西本成寺にある、法華宗陣門流の総本山である長久山本成寺の末寺である。

## 概要
1624年（寛永元年）2月、法仙院日要（1661年（寛文9年）7月17日寂）が開山した。当初は、麻布今井村（現在のアークヒルズ付近）に本堂を建立し、その後、1658年（万治元年）、西久保四ツ辻に移ったという説もあるがはっきりしたことは分からない。1684年（貞享元年）、二世・慈眼院日就のとき、麻布宮村の大隈山の山中央約二万坪以上の土地を幕府より戴き、その中程の崖下に本光寺を建立した。後の1782年（天明2年）、五世・世尊院日成が現在の地に移築して今日に至っている。
慶応・明治・大正となり、十八世・本力院日勤は、1923年（大正12年）に還化したため、同年9月、十九世・恭謙院日敬が跡をついだ。師は遠州鷲津の産で星川恭謙院日敬と称し、仏事によくつくし、檀家の世話、地域社会の事業にも熱心であった。宮村町会長、民生委員、戦時中は警防団副分団長などを勤めている。日敬の次男・星川恒雄は日本大学第三中学校・高等学校の教諭時代、野球部の監督として活躍した。監督退任後、1959年（昭和34年）、日敬の遷化により二十世・謙明院日雄となった。日雄はその後、宗務院財務部長、2000年（平成12年）に権大僧正、2001年（平成13年）に隠居した。同年3月、二十世・星川日雄から二十一世・西山英仁に引き継がれた。2006年(平成18年）5月5日、開基380周年記念落慶法要が執り行われるとともに、本堂、 庫裏は江戸時代の木造建築を生かして改修された。
本堂は三百年の歴史を経た建築で、江戸時代の幾度かの大火災、関東大震災にも遭遇しつつ免れ、昭和の戦禍も免れて今日まで原形を保ってきた。また、正面に掲げてある「獅子吼」の額は、二世・慈眼院日就慈眼院の時か、十世・安住院日敬の時かは不明であるが貴重な額である。この額は1252年（建長4年）、執権北条氏に向かって団扇太鼓を打ち鳴らし、鎌倉の大道に立って辻説法した日蓮聖人の大獅子吼を顕わしたものだという。本堂の横にある井戸も本堂建立の時からのものである。
墓地には、腕喜三郎墓と称するものがある。石塔表面に妙法先祖代々と刻し、左右に多数の法名がある。その中に「心法院帰本信士」とあるが、喜三郎なりという。1878年（明治11年）5月15日、伊藤某の建立になる供養墓である。漆工家・鈴木嘉助（1925年（大正14年）9月24日没年78）の墓がある。

## 沿革
- 1624年（寛永元年） - 法仙院日要が開山し、 当初は麻布今井村に本堂を建立した
- 1684年（貞享元年） - 二世・慈眼院日就のとき麻布宮村に移転した
- 1785年（天明5年） - 五世・要心院日成が現在の地に移築して今日に至る[2]
- 2006年（平成18年）5月5日 - 開基380周年記念落慶法要が行われた。本堂、 庫裏は江戸時代の木造建築を生かして改修した

## 伽藍

明見山本光寺の山門（2014年9月23日撮影）

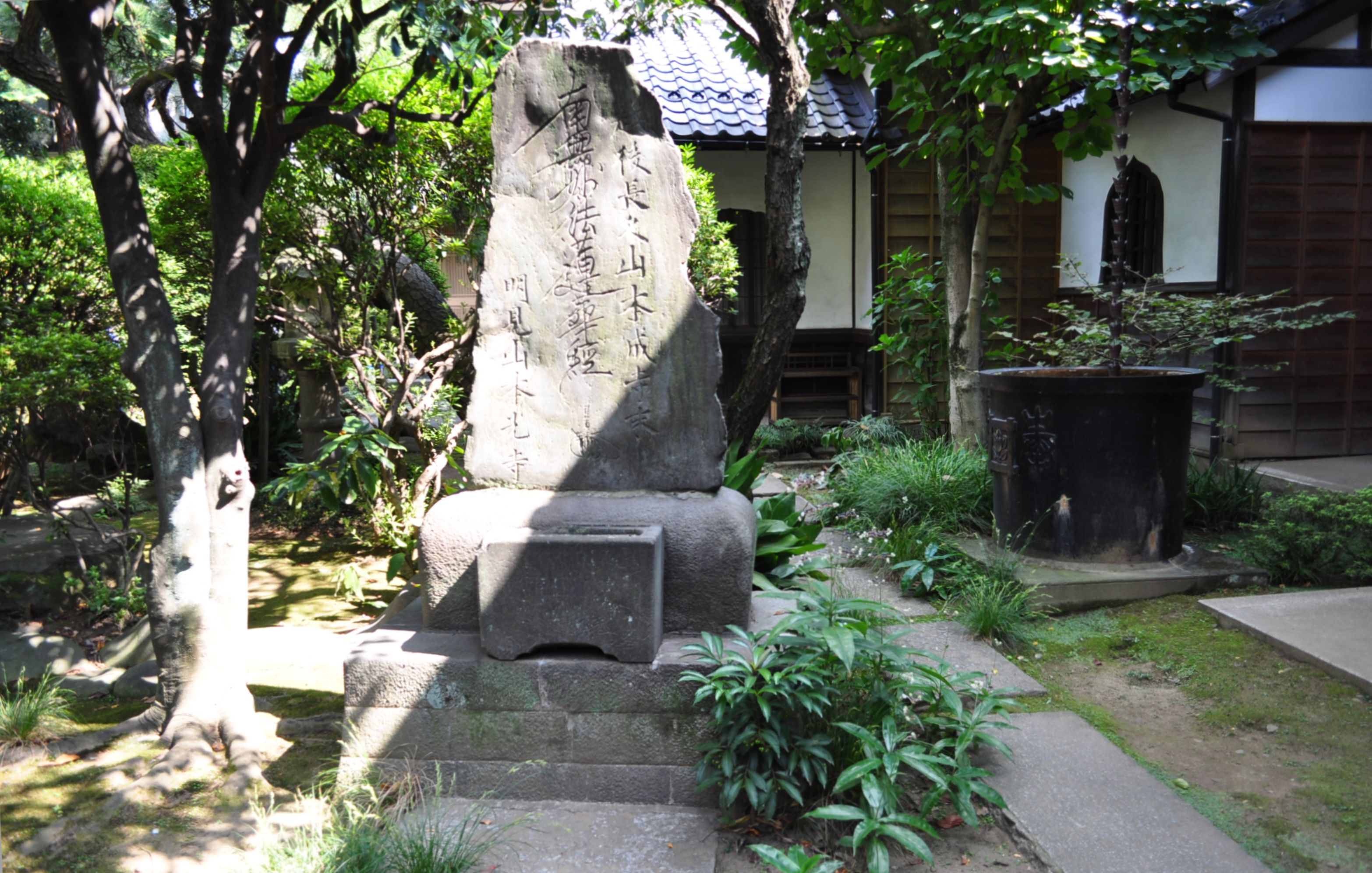
本堂の左横にある石碑（2014年9月23日撮影）

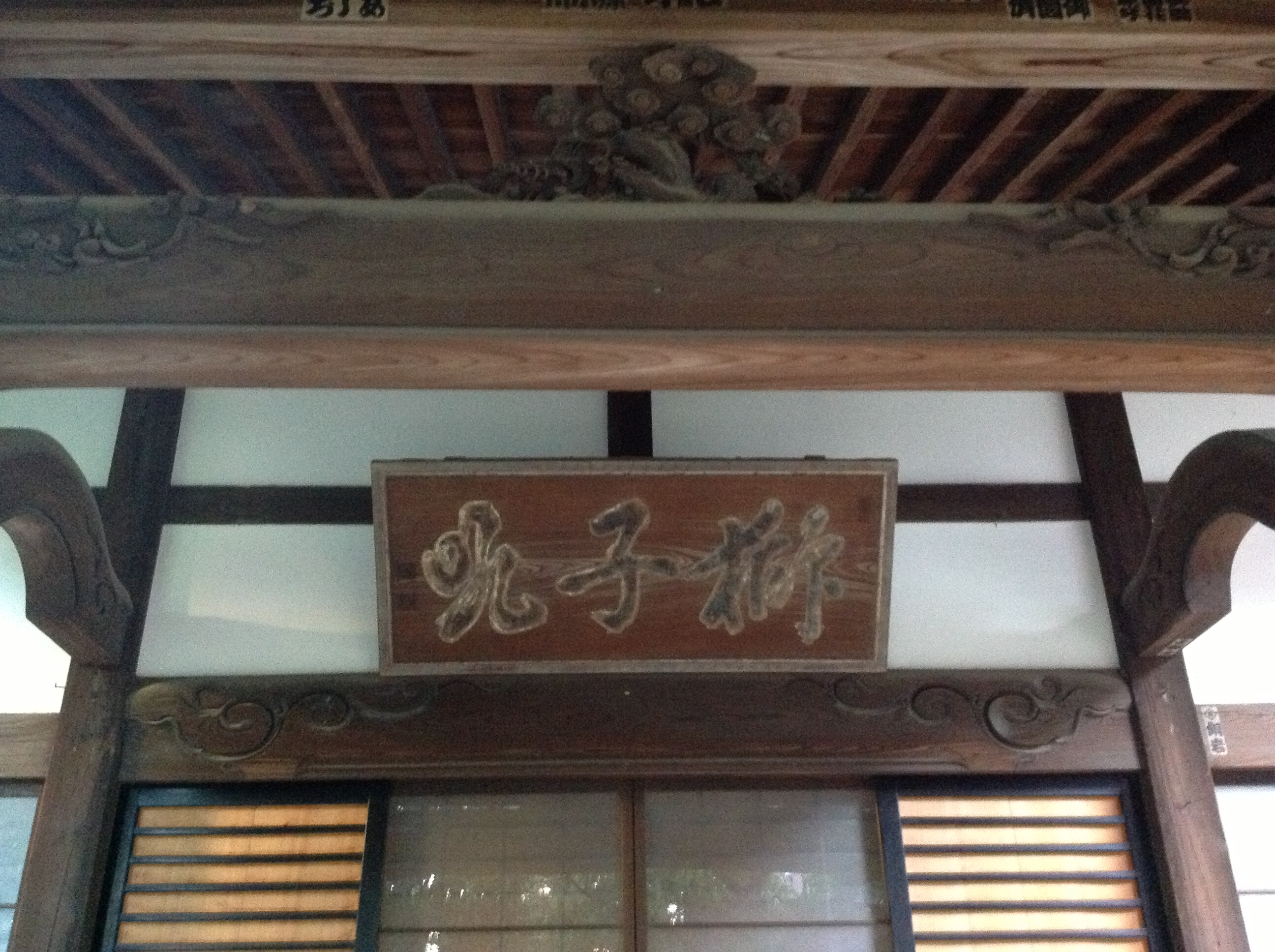
本堂正面の「獅子吼」の額（2013年9月9日撮影）

- 本堂
- 位牌堂
- 庫裏
- 本光寺会館

## 歴代略譜
- 開山 法仙院日要大徳 -  1624年（寛永元年）麻布今井村に一宇を建立、1665年（寛文9年）遷化
- 二世 慈眼院日就大徳 -  麻布宮村町藪下に2割増を以って替地を命ぜられる、1688年（貞享5年）遷化
- 三世 受清院日厚大徳 -  八品門流の僧侶、1716年（享保元年）遷化
- 四世 本受院日等大徳  - 日晄師御指南、1733年（享保18年）遷化
- 五世 世尊院日成大徳  - 日體師御指南、現在の大隈山へ引寺する、中興の祖、1785年（天明5年）遷化
- 六世 辨正院日趣大徳  - 日啓師御指南、四世日等大徳の弟子、1771年（明和8年）遷化
- 七世 冷寿院日欣大徳  - 住職歴20年、1805年（文化2年）表門、本堂再建、1816年（文化13年）遷化
- 八世 勤求院日詳大徳  - 本堂再建の借財を返済し庫裏を新規建直す
- 九世 要題院日従大徳 -  越後国山崎に生れ、日済聖人御弟子、在職8年、1838年（天保9年）遷化
- 十世 安住院日敬大徳 -  越後国長岡本妙寺歴代の弟子、在職9年、1850年（嘉永3年）遷化
- 十一世 大法院日聴大徳 -  長岡本妙寺十六世安楽院日全の弟子、在職5年
- 十二世 勇謹院日孝大徳 -  越後国椿沢弘法院二世寿延院日量の弟子、在職3年、1870年（明治3年）遷化
- 十三世 玄悟院日亮大徳 -  本山塔頭寿妙院十二世息災院日茂忠善の弟子、1911年（明治44年）遷化
- 十四世 勤修院日幸大徳 -  誠諦寺歴代より転住、1874年（明治7年）遷化
- 十五世 教聡院日住大徳 -  日良の弟子、僧名行円、越中国袋村松永家に生れる、1918年（大正7年）遷化
- 十六世 一乗院日研大徳 - 1889年（明治20年）本堂庫裏大修復時の住職、1889年（明治22年）遷化
- 十七世 顕寿院日進大徳 - 僧名梅田教厳、長岡本妙寺二十世より転住、1948年（昭和23年）遷化
- 十八世 本力院日勤大徳 -  僧名笹川契行、1914年（大正3年）庫裏創建百年記念修復を遂行、1923年（大正12年）遷化
- 十九世 恭謙院日敬大徳 - 1924年（大正13年）住職、1944年（昭和19年）権大僧正、宗務総長を勤む、1959年（昭和34年）遷化
- 二十世 謙明院日雄大徳 - 日敬大徳次男、日大三高教諭、野球部監督。日敬聖人遷化により1959年（昭和34年）二十世。宗務院財務部長、2000年（平成12年）権大僧正、在職34年、2001年（平成13年）隠居、2003年（平成15年）10月5日遷化
- 二十一世 西山英仁 - 2001年（平成13年）3月、法華宗宗務庁より二十一世住職の辞令を拝受し、本光寺の法灯を継承した。2016年（平成28年）12月、法華宗陣門流の宗務総長に就任した[3]。2018年（平成30年）6月、法華宗総本山本成寺塔頭（前寺）本高院住職・西山明仁が、本高院住職を退任し、本光寺・副住職に赴任した[4]。

## 総本山・本山・別院

### 総本山
- 長久山本成寺（ほんじょうじ） - （新潟県三条市）（旧越後国）

### 本山
- 光了山本禅寺（ほんぜんじ） - 京都府京都市上京区寺町通広小路（旧山城国）
- 常霊山本興寺（ほんこうじ） - 静岡県湖西市鷲津（旧遠江国）

### 別院
- 長松山本法寺（ほんぼうじ） - 富山県富山市八尾町（旧越中国）
- 徳栄山本妙寺（ほんみょうじ） - 東京都豊島区巣鴨（旧武蔵国）

### 麗跡別院
- 俎岩山蓮着寺（れんちゃくじ） - 静岡県伊東市富戸（旧伊豆国）

## 団参旅行
- 2013年（平成25年）4月14-15日 - 法華寺（岐阜県高山市天性寺町）、上行寺（富山県富山市楡原）
- 2014年（平成26年）5月25-26日 - 総本山本成寺（新潟県三条市西本成寺）、永林寺（新潟県魚沼市根小屋）
- 2015年（平成27年）6月25日 - 智光山立行寺（東京都港区 (東京都)港区北青山）、速栄寺（港区白金）
- 2016年（平成28年）6月5-6日 - 実成寺（石川県金沢市寺町）、妙福寺（金沢市寺町）、静明寺（金沢市材木町）
- 2018年（平成30年）6月23日 - 総本山本成寺 門祖日陣尊聖人六百御遠忌千部大法要
- 2019年（令和元年）4月27-28日 - 本興寺 門祖日陣尊聖人六百御遠忌法要（静岡県湖西市鷲津）、 龍潭寺 （静岡県浜松市北区引佐町井伊谷）

## 交通アクセス
- 都営地下鉄大江戸線、麻布十番駅7番出口から徒歩約13分
- 東京メトロ南北線、麻布十番駅4番出口から徒歩約15分

## 関連文献
- 稲垣利吉著『十番わがふるさと』「明見山本光寺とその周辺」稲垣利吉、1980年8月
- 三島政行、神谷信順編『府内備考』第46冊、「法華宗 明見山本光寺」

## 近隣
- 有栖川宮記念公園
- 東京都立中央図書館
- 東京ローンテニスクラブ
- 広尾
- 愛育病院
- 東京法務局港出張所
- 麻布十番
- 麻布山善福寺
- グランドハイアット東京
- 麻布中学校・高等学校
- 東洋英和女学院中学部・高等部
- 西町インターナショナルスクール
- がま池
- 狸坂
- 六本木ヒルズ
- 元麻布ヒルズ
- テレビ朝日